# Румен Спецов
Румен Спецов е български културист, треньор по фитнес и участник в риалити шоуто на БНТ за фитнес „Супер промяна“. Подпомагал е подготовката на състезатели в различни категори за турнири в България и чужбина. Изпълнителен директор на НАП в периода от май 2021 до август 2022 г., и от юни 2023 г.

## Биография
Роден е през 1974 г. в град Толбухин, Народна република България. Завършва Стопанската академия със специалности „Икономика и търговия“ и „Вътрешен финансов контрол“, както и Академията на МВР по специалност „Защита на националната сигурност“. След 2015 г. работи като консултант в областта на финансите и данъчното законодателство.
Румен Спецов участва на множество турнири в България, където се класира в челната тройка на категория до 100 кг. Става вицерепубликански шампион през 2009, 2014 и 2015 г. Републикански шампион по културизъм за ветерани е през 2014 и 2015 г. През 2016 г. участва във втория сезон на „Супер промяна“ като ръководител на един от отборите. Тогава го описват като един от „най-успешните културисти в България“, с над 20-годишен стаж в спорта, тренирал още хандбал, лека атлетика и бойни изкуства.
В периода 2009 – 2015 г. Румен Спецов работи в Централното управление на Националната агенция за приходите (НАП), а от 2001 до 2006 г. работи в Териториална дирекция на НАП – Добрич.
През май 2021 г. е назначен за изпълнителен директор на НАП от служебният министър на финансите Асен Василев. През август 2022 г. е освободен от длъжността изпълнителен директор на НАП от първото правителство на Гълъб Донев. През юни 2023 г. е назначен отново за изпълнителен директор на НАП, от министъра на финансите Асен Василев в правителството на Николай Денков.